# تیم کندی
تیم کندی (انگلیسی: Tim Kennedy؛ زادهٔ ۱ سپتامبر ۱۹۷۹) ورزشکار هنرهای رزمی ترکیبی و پرسنل نظامی اهل ایالات متحده آمریکا است.
وی همچنین برندهٔ جوایزی همچون نشان ستاره برنزی شده‌است.